# Dog Islands
Les Dog Islands sont un petit groupe d'îlots au sein des îles Vierges britanniques, dans les Caraïbes.

## Étymologie
Ces îles devaient leur nom à des marins qui, entendant des aboiements en y mouillant, supposaient qu'il s'agissait de chiens. Cependant, ces aboiements provenaient de phoques moines des Caraïbes. Ces marins considéraient également le phoque moine des Caraïbes comme une bonne source de viande fraîche, ce qui explique leur disparition.

## Géographie
Les Dog Islands sont situées à environ 10 km au nord-est de l'île principale de Tortola et à environ 4 km au nord-ouest de Virgin Gorda, dans le détroit de Sir Francis Drake. 
Les îlots inhabités sont d'origine volcanique et couvrent une superficie totale d'environ 70 hectares.
Le groupe se compose de cinq îlots :
Great Dog Island (en), îlot principal, environ 40 hectares
George Dog Island (en), environ 6 hectares
West Dog Island, environ 11 hectares[1]
Le sous-groupe Seal Dogs, situé à environ 2,9 km au nord-est de l'île Great Dog, comprend :
East Seal Dog Island (en), environ 1 hectare et
Little Seal Dog Island (en) (appelée plus communément West Seal Dog), environ 2,3 hectares[2]
À l'ouest de l'île George Dog, au sein du même sous-groupe, se trouve le petit îlot Cockroach Island.

## Histoire
Les îles Vierges furent aperçues pour la première fois par Christophe Colomb en 1493, lors de son deuxième voyage vers le Nouveau Monde. Colomb donna à la région le nom fantaisiste de Santa Ursula y Las Islas Once Mil Vírgenes (Sainte Ursule et ses 11 000 Vierges), abrégé en Las Vírgenes (Les Vierges), d'après la légende de Sainte Ursule.